# Туліт
Туліт (розалін[джерело?], уніоніт[джерело?]) — щільний густо-рожевий або рожево-червоний різновид мінералу цоїзит. Забарвлення каменю обумовлено йонами марганцю (домішка Mn сягає ~1 %). Зустрічається у вигляді масивних зернистих, жердинчастих, сплутано-волокнистих агрегатів. Утворюється при регіональному метаморфізмі, зустрічається в метаморфічних породах як продукт гідротермальної зміни плагіоклазу гідротермально змінених основних вивержених породах і кристалічних сланцях. Супутні мінерали: кварц, альбіт, біотит, епідот, гранати. Належить до класу шпатів (алюмосилікати) кальцієвої групи.
Вперше знайдено у 1820 році в Норвегії (округ Лом). Назва походить від стародавньої назви міфічного острова в північній частині Норвегії — Тул. Пізніше було знайдено також у Західній Австралії, Намібії, США (штати Теннесі, Каліфорнія, Північна Кароліна), Гренландії, Росії (Урал), Австрії (Тіроль), Італії, Польщі (Нижня Сілезія). На Полярному Уралі знайдено значні прояви тулітизованого габро.
Застосовується як ювелірно-виробний камінь — зазвичай з цього мінералу роблять вставки, виточують кабошони та невеликі декоративно-художні різьблені вироби.
Зовні схожий на родоніт, від якого відрізняється вищою твердістю та відсутністю характерних для родоніту чорних прожилків та гіллястих дендритів оксидів марганцю.